# Şener Özbayraklı
Şener Özbayrakli (Artvin, Turquía, 23 de enero de 1990) es un futbolista turco. Juega de defensa y su equipo es el Estambul Başakşehir F. K. de la Superliga de Turquía.

## Clubes
| Club                      | País    | Año       |
| ------------------------- | ------- | --------- |
| Keçiörengücü              | Turquía | 2009-2010 |
| Polatli Bugsaşspor        | Turquía | 2010-2013 |
| Bursaspor                 | Turquía | 2013-2015 |
| Fenerbahçe S. K.          | Turquía | 2015-2019 |
| Galatasaray S. K.         | Turquía | 2019-2021 |
| Estambul Başakşehir F. K. | Turquía | 2021-     |

## Palmarés

### Títulos nacionales
| Título               | Club              | País    | Año  |
| -------------------- | ----------------- | ------- | ---- |
| Supercopa de Turquía | Galatasaray S. K. | Turquía | 2019 |